# Langues en Géorgie
La langue officielle de la Géorgie est le géorgien.
Le russe se trouve également très présent en raison de l'appartenance de la Géorgie à l'URSS jusqu'en 1991. Il fut obligatoire de l'école primaire au lycée durant la période soviétique ; au moins 50 % de la population du pays sait parler le russe. Staline, ancien dirigeant de l'URSS, était un Géorgien. Les rivalités entre les deux pays empêchent cependant d'obtenir des estimations fiables. De plus, la Géorgie souhaite se tourner vers l'Europe ; désormais les plus jeunes optent en grand nombre pour l'anglais, qui prend une importance grandissante. Le russe est, depuis, en fort déclin, surtout depuis le conflit russo-géorgien de 2008.
La Géorgie est aussi membre de l'Organisation internationale de la francophonie, et le français figure en relativement bonne place, tout comme l'allemand.
La Géorgie compte aussi une importante communauté arménienne qui a gardé sa langue, ainsi que la communauté azérie.
| Rang | Langue   | %   |
| ---- | -------- | --- |
| 1    | Géorgien | 88  |
| 2    | Azéri    | 6   |
| 3    | Arménien | 4   |
| 4    | Russe    | 1   |
| -    | Autres   | 1   |
| -    | Total    | 100 |

Le recensement linguistique présenté ci-dessus ne prend pas en compte le svane et le mingrélien, deux langues régionales de la même famille que le géorgien (langues kartvéliennes), parlées dans l'ouest et le nord-ouest du pays. Il s'agit de deux langues de transmission orale, et les locuteurs de ces langues sont pratiquement tous bilingue en géorgien. On peut ainsi supposer qu'ils ont été recensés comme locuteurs du géorgien.